# 特羅伊茨凱 (庫皮揚斯克區)
49°41′6″N 37°17′0″E / 49.68500°N 37.28333°E

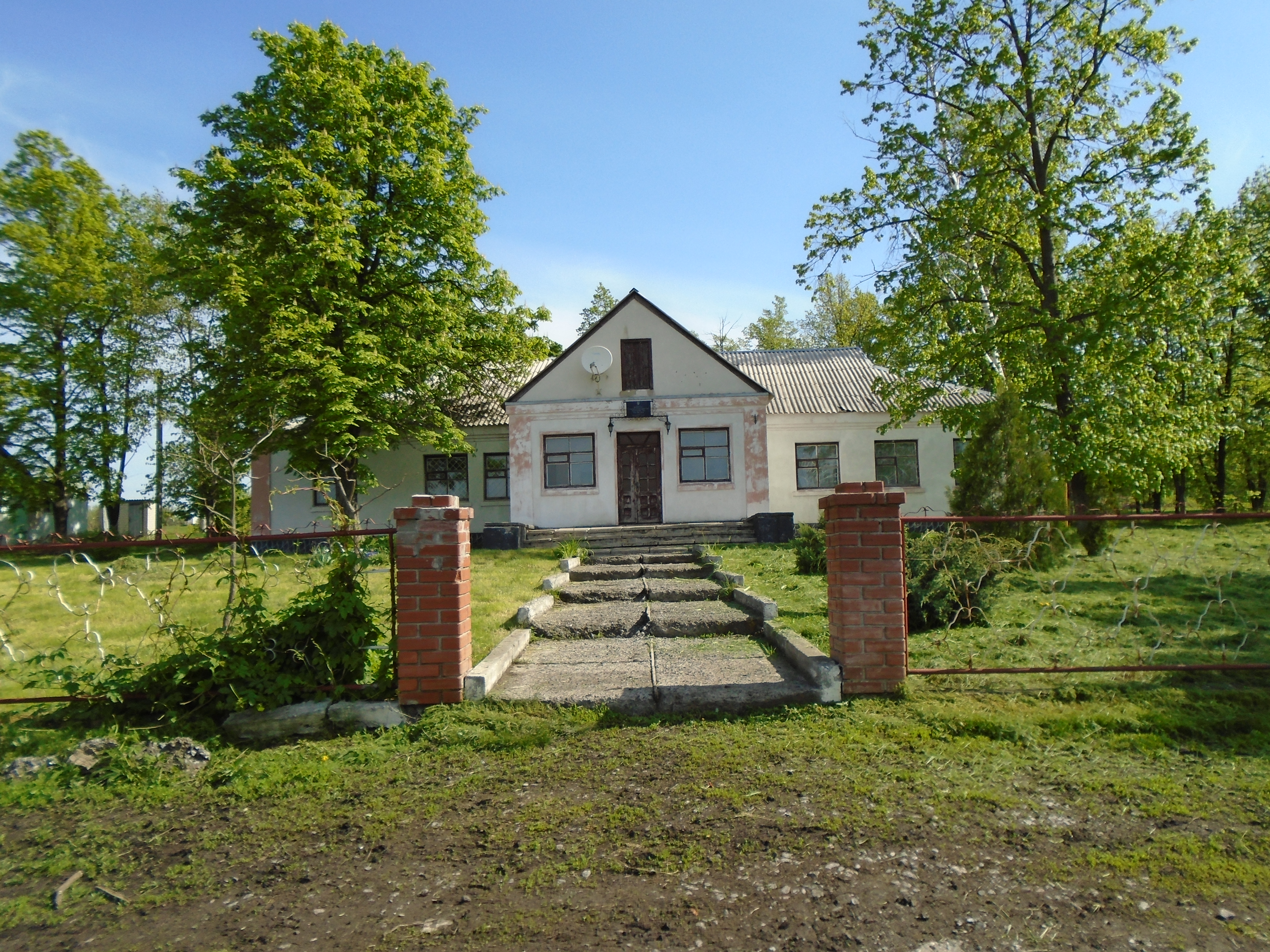

特羅伊茨凯（烏克蘭語：Троїцьке）是位於烏克蘭東部的村莊，由哈爾科夫州庫皮揚斯克區的舍夫琴科韦市镇負責管轄。該村始建於1922年，面積1.27平方公里，海拔高度170米，2001年人口308，人口密度每平方公里242.5人。